# Água Santa (Rio Grande do Sul)
Água Santa, amtlich portugiesisch Município de Água Santa (deutsch Heiligwasser), ist eine Gemeinde im Nordosten des brasilianischen Bundesstaats Rio Grande do Sul. Sie liegt auf 650 Metern über dem Meeresspiegel. Água Santa zählte zum 1. Juli 2020 geschätzt 3753 Einwohner und erstreckt sich über ca. 291 km².